# Paweł Lipowczan

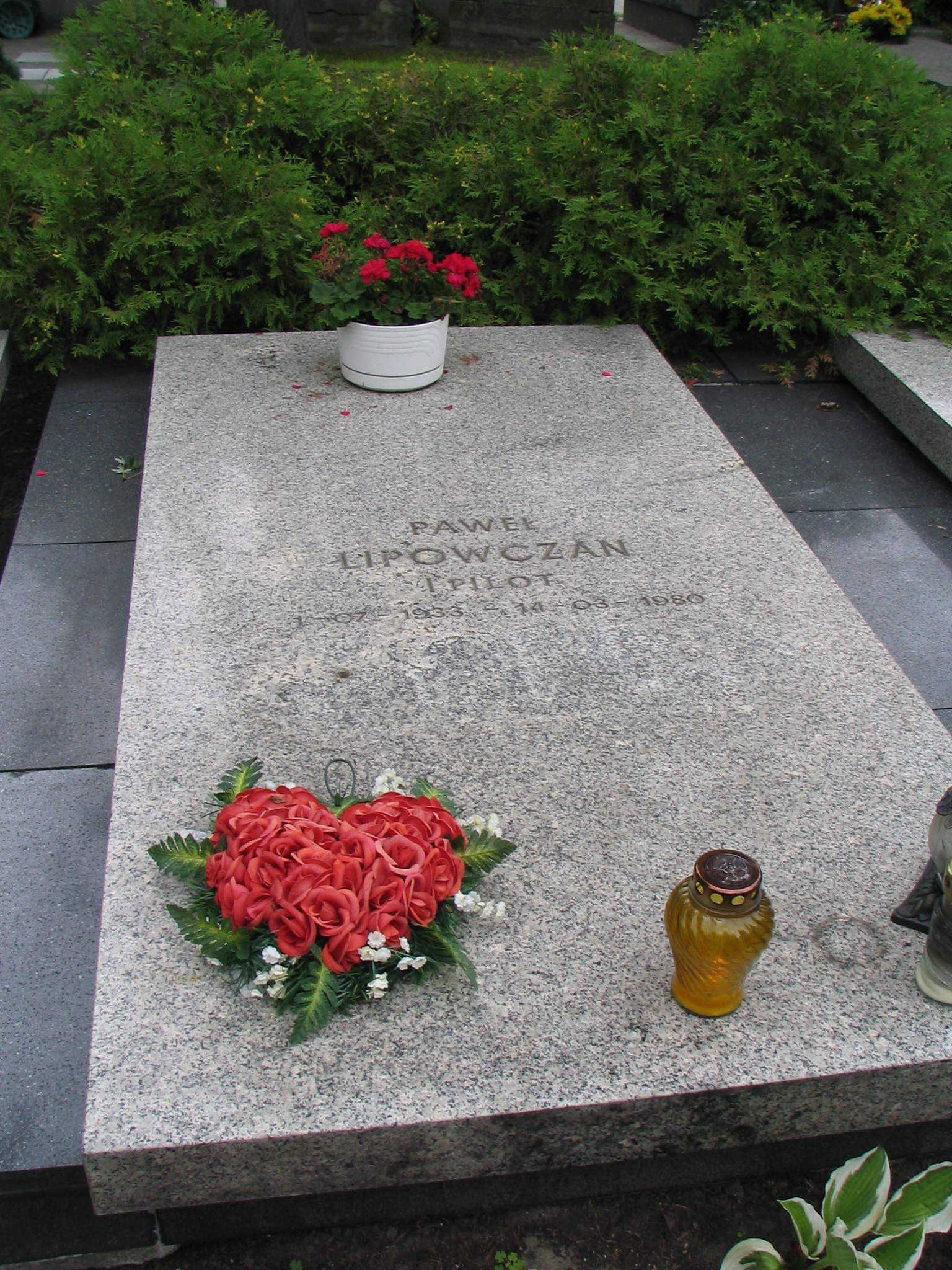
Grób Pawła Lipowczana na Cmentarzu Wojskowym na Powązkach w Warszawie (lipiec 2008)

Paweł Lipowczan (ur. 1 lipca 1933, zm. 14 marca 1980 w Warszawie) – polski pilot, inżynier, kapitan samolotu Ił-62 SP-LAA „Mikołaj Kopernik”, który 14 marca 1980 roku rozbił się w pobliżu lotniska na Okęciu z powodu awarii silnika.

## Działalność sportowa
Był członkiem Aeroklubu Warszawskiego, skoczkiem spadochronowym, rekordzistą świata w celności lądowania. Odnosił sukcesy i ustanowił następujące rekordy świata:
- 23 sierpnia 1955 – skok z 1500 m na celność lądowania (25,2 m).
- 19 i 21 września 1956 – dwa rekordy świata w skokach na celność lądowania w nocy.
- 19 października 1957 – wykonał 500 skok ze spadochronem.
- sierpień 1967 – zwycięstwo w VI Warszawskich Zawodach Samolotowych.

Pochowany na cmentarzu Powązki Wojskowe w Warszawie (kwatera G dod. –1–4).

## Upamiętnienie

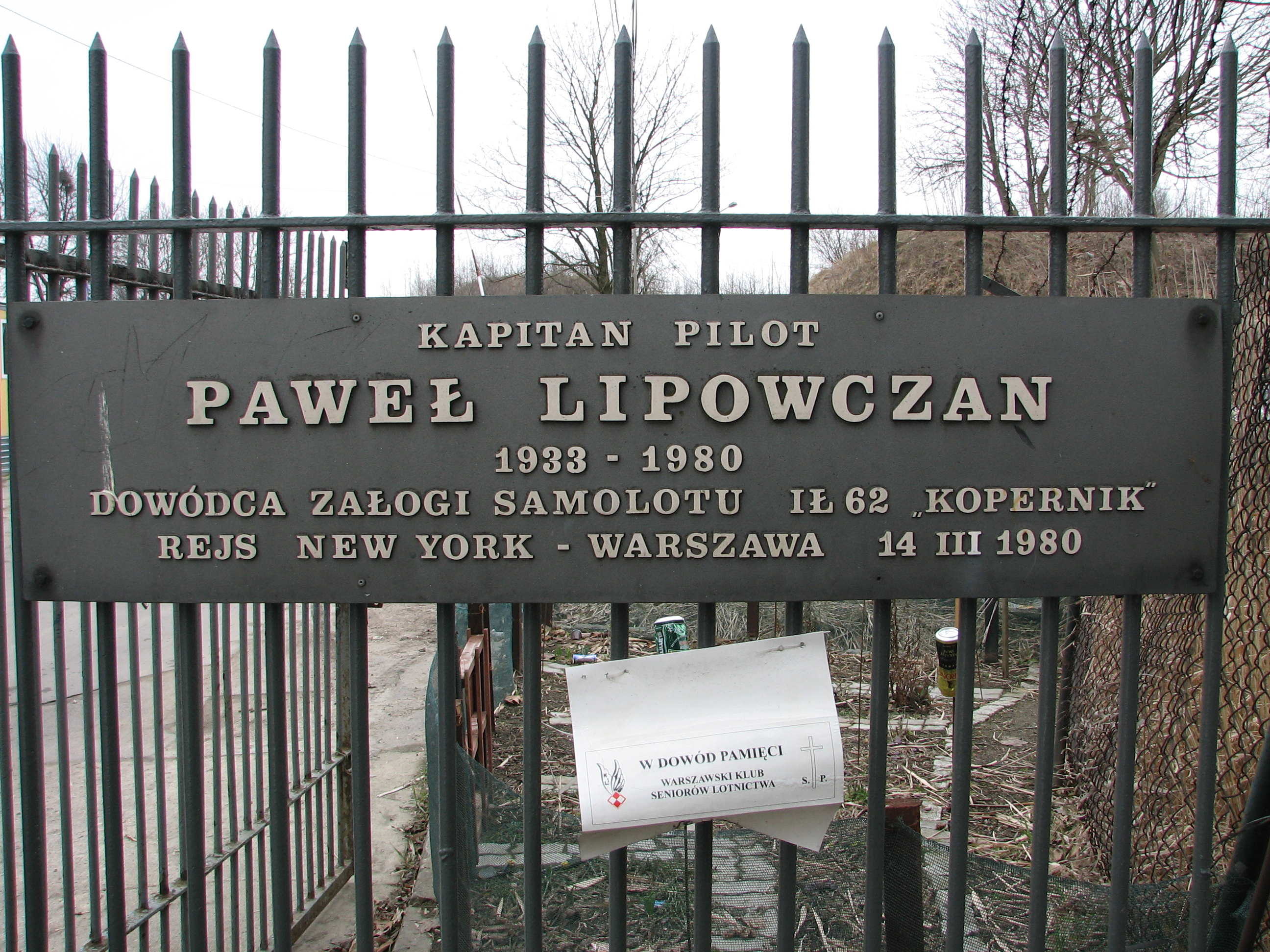
Tablica pamiątkowa w miejscu katastrofy – Warszawa, ul. Lipowczana (marzec 2009

W marcu 1991 imieniem Pawła Lipowczana nazwano jedną z przecznic al. Krakowskiej na warszawskim Okęciu biegnącą w bezpośredniej bliskości miejsca katastrofy. 
Poświęcono mu także tablicę pamiątkową na bramie przy tej ulicy. Jego nazwisko widnieje na tablicy w miejscu upamiętnienia, wykonanym na kulochwycie strzelnicy z lat 30. XX w, zlokalizowanym na  prawym wale rawelinu tradytora Fortu „Okęcie“, a jego podobizna na muralu po zachodniej stronie kulochwytu. Imieniem Pawła Lipowczana nazwany jest też skwer na rozwidleniu ulicy Pawła Lipowczana i ul. Materii, na którym w 2017 odsłonięto pomnik upamiętniający załogę samolotu.